# Mariela Espinosa Arango
Mariela Espinosa Arango (Medellín, Colombia, 1945- ibidem, 1 de noviembre de 1989) fue una jueza colombiana asesinada por el Cartel de Medellín.

## Biografía
Graduada de derecho de la Universidad Pontificia Bolivariana. Fue la primera jueza que ordenó la captura de Pablo Escobar por tráfico de estupefacientes el 11 de junio de 1976,  cuando fue detenido por diez kilos de cocaína, pero desistió de sus investigaciones por amenazas contra su vida y el proceso prescribió.
Llegó a ser Magistrada de la Sala Penal del Tribunal Superior de Medellín, cargo que desempeñó hasta su muerte.

## Asesinato
Fue asesinada cuando ingresaba a su vivienda en Medellín por sicarios del Cartel de Medellín, que se movilizaban en tres vehículos, por órdenes de Pablo Escobar, el mismo día fue asesinado el congresista Luis Francisco Madero.
Tras su asesinato se produjo un cese indefinido de actividades por los empleados judiciales en Antioquia.

## En la cultura popular
Interpretada por Carmenza Cossio, en la serie Escobar, el patrón del mal.